# I Liceum Ogólnokształcące im. Gen. J.H. Dąbrowskiego w Kutnie
I Liceum Ogólnokształcące im. Gen. Jana Henryka Dąbrowskiego w Kutnie – najstarsza szkoła ponadgimnazjalna w Kutnie. Liceum z klasami o profilu matematyczno-fizyczno-informatycznym, matematyczno-geograficznym z rozszerzonym językiem angielskim, biologiczno-chemiczno-matematycznym, humanistycznym. Języki obce do wyboru to język angielski, niemiecki, francuski i rosyjski.

## Historia
Początki „Dąbrowszczaka” sięgają pierwszych lat XX stulecia. W roku 1905 z inicjatywy mieszkańców Kutna powstała Komisja Organizacyjna Szkoły, która miała za zadanie utworzyć pierwszą w tym mieście polską szkołę średnią. Pod koniec roku wybrano grunt pod budowę szkoły przy obecnej ulicy Kościuszki 21 (wtedy Płockiej), aktualnie zajmowany przez Zespół Szkół Zawodowych Nr 2 im. dra A. Troczewskiego. W następnym roku pieczę nad szkołą przejęła Polska Macierz Szkolna. W 1907 roku budowa została ukończona i otwarto 4-klasową Szkołę Realną Polskiej Macierzy Szkolnej w Kutnie. Pierwszym jej dyrektorem został Stefan Chrupczałowski. W dniu 3 września naukę rozpoczęło około 100 uczniów.
Warto tutaj wspomnieć o postaci doktora Antoniego Troczewskiego. Był on inicjatorem pomysłu stworzenia w Kutnie polskiej szkoły średniej i został przewodniczącym Zarządu Komisji Organizacyjnej Szkoły. Pragnął szerzyć oświatę i miał nadzieję, że jego działanie stanie się przykładem, a „dostęp do wszelkiego typu szkół winna mieć młodzież polska różnych stanów, różnych wyznań i stanowisk społecznych”. Był działaczem społecznym, aktywnie zaangażowanym w rozwój Kutna. Za swoje życiowe powołanie uważał służbę innym ludziom.
18 grudnia 1907 roku Polska Macierz Szkolna została rozwiązana, co pociągnęło za sobą zamknięcie szkoły. Dzięki staraniom dyrektora Chrupczałowskiego uczniowie wrócili do sal lekcyjnych 29 stycznia 1908 roku. W roku szkolnym 1913/1914 placówka przekształciła się w 5-letnią Szkołę Kupiecką. Wiosną 1914 roku rozpoczęła się budowa bursy szkolnej. Z powodu różnych trudności uczniom udostępniono ją dopiero w roku szkolnym 1918–1919. W okresie I wojny światowej ucierpiał też sam budynek szkoły, który Niemcy zajęli i przekształcili w szpital wojskowy.
W roku 1918 pojawił się pomysł utworzenia gimnazjum ogólnokształcącego w miejsce szkoły kupieckiej. Jego inicjatorem i gorącym zwolennikiem był Karol Kostro. Zarząd Towarzystw Krzewienia Wiedzy Handlowej rozpoczął działania mające na celu upaństwowienie nowo powstałego 8-klasowego gimnazjum humanistycznego. Szkoła wymagała gruntownej przebudowy. Gimnazjum zostało upaństwowione w 1920 roku i nadano mu imię gen. Jana Henryka Dąbrowskiego. W latach 1922–1926 budowano salę gimnastyczną. W 1923 roku Adam Zawadzki ofiarował placówce 2 morgi ziemi, na których urządzono park, boisko, ogródek botaniczny i stację meteorologiczną.
We wrześniu 1929 roku, po niezbędnych przebudowach, szkoła otrzymała nazwę Państwowego Gimnazjum Koedukacyjnego im. Gen. J.H. Dąbrowskiego w Kutnie. Dzięki wysokiemu poziomowi nauczania i dużej ilości imprez wychowawczych posiadała bardzo dobrą opinię. Problemem była tylko niewielka ilość miejsc, jaką mogła zaoferować kandydatom. Nie zmieniła tego stanu rzeczy reforma oświaty z 1932 roku, powołująca do życia dwustopniowy system nauczania w szkołach średnich.
18 października 1936 roku szkoła otrzymała sztandar. Okres okupacji przetrwał na strychu szkoły. Nowy sztandar ufundowano w 1978 roku.
5 i 6 czerwca 1938 roku odbył się Pierwszy Zjazd Absolwentów. Stał się on podsumowaniem i przypomnieniem 30 lat funkcjonowania szkoły. W dniu jubileuszu przypadało także 15-lecie szkolnej gazetki „Przebojem”.
W okresie II wojny światowej działalność szkoły została zawieszona, a sam budynek stał się szpitalem polowym. Na frontach walczyło i poległo wielu nauczycieli, absolwentów i uczniów. Podczas VI Zjazdu Absolwentów w 1984 roku został odsłonięty Pomnik poświęcony ich pamięci. 3 marca 1945, po gorączkowych przygotowaniach, wznowiono zajęcia. Wyposażenie szkolne trzeba było odtwarzać od podstaw. Zapiski z tamtych czasów wspominają o przynoszonych z domu krzesłach, na których często uczniowie siadywali dwójkami, aby tylko móc się uczyć. Dzięki darom i pożyczkom uzupełniano sprzęty i pomoce dydaktyczne.
W 1948 roku utworzono szkołę 11-letnią składającą się z klas I-VII oraz z 4-letniego liceum. Reforma ta zacierała granicę pomiędzy szkołą podstawową i średnią, a na celu miała „udostępnienie nauki wszystkim warstwom społecznym”. Pod koniec lat 50. XX w. stopniowo poprawiało się wyposażenie szkoły, co pozytywnie wpłynęło na poziom nauczania.
Jesienią roku 1962 rozpoczęto budowę „Szkoły Tysiąclecia”. 1 września 1964 odbyło się uroczyste wmurowanie aktu erekcyjnego nowego budynku szkoły. Decyzją władz, mimo oddzielenia się szkoły podstawowej od liceum, szkoły nadal korzystały z jednego budynku. Budowa szkoły przedłużała się i do użytku została oddana 15 grudnia 1965 roku.
Poziom przygotowania abiturientów przekłada się na dobre wyniki z matur (100% uczniów zdało maturę w roku szkolnym 2012/2013).

## Działalność pozalekcyjna

### Wolontariat
Oprócz zbiórek pieniędzy na cele charytatywne wolontariat w szkole to także opieka nad dziećmi w Ośrodku Opiekuńczym Tęcza: pomoc w odrabianiu lekcji, organizacje zabaw dla tych dzieci, wyszukiwanie instytucji gotowych nieść pomoc wychowankom tego ośrodka, pomoc pacjentom kutnowskiego hospicjum.

### OSP Dąbrowszczak
1 lutego 2007 powstała przy w szkole grupa pierwszej pomocy przedmedycznej AmRat. W ramach jej działalności organizowane były szkolenia z zakresu pierwszej pomocy oraz pokazowe prezentacje. Ponadto ratownicy służyli swoją pomocą podczas imprez masowych (Kongres Eucharystyczny Diecezji Łódzkiej, „Zakończenie Lata” – organizowane przez Spółdzielnię Mieszkaniową PIONIER).
Od roku szkolnego 2007/2008, realizując te same założenia, działają jako oddział Maltańskiej Służby Medycznej.
Od 2010 roku działają jako Grupa Ratownictwa Medycznego OSP „Dąbrowszczak”.

### John Henry’s Cool Band
W latach 2004–2009 działał w szkole Chór John Henry’s Cool Band.

### Harcerstwo
W Dąbrowszczaku działa I Kutnowska Drużyna Wędrownicza im. Tadeusza Rejtana. Jest to jedna z pierwszych w Polsce drużyn skautowych, gdyż jej początki datowane są na 1912 r. Stanowimy trzon I Kutnowskiego Szczepu „Innominata”- jest to nazwa szczepu harcerskiego, w którym działa kilka drużyn z regionu kutnowskiego, które postanowiły razem współdziałać. Przez ostatnie lata szczep i drużyna wypracowały markę rozpoznawalną w całym kraju i Związku Harcerstwa Polskiego. Są rozpoznawalni między innymi na Polach Grunwaldu, na wielu cenionych zlotach i rajdach ogólnopolskich, w Głównej Kwaterze ZHP. Współpracują z wieloma specjalistami w różnych dziedzinach: m.in. podróżnikami, alpinistami, ratownikami medycznymi, WOPR, TOPR, zespołami muzycznymi, artystami, instruktorami sztuk walki, grupami rekonstrukcyjnymi, instruktorami survivalu, nurkowania, pływania na jachtach, fotografami itp. Wielu harcerzy należy do Grupy Ratownictwa Medycznego OSP „Dąbrowszczak” jako ratownicy kwalifikowani i instruktorzy pierwszej pomocy.

### Grupa Teatralna CIĄG DALSZY NASTĄPI
Grupa teatralna Ciąg Dalszy Nastąpi funkcjonuje w Dąbrowszczaku od 2012 r. Założona została wówczas jeszcze przez uczennicę I LO – Edytę Zajdlic. Mimo że teraz jest ona absolwentką liceum, wciąż prowadzi zajęcia i warsztaty dla swojej grupy, pełni funkcję reżysera, scenarzysty i scenografa. Spotkania koła teatralnego odbywają się raz w tygodniu – w piątki po godzinach lekcyjnych.
Grupa stale współpracuje z Centrum Teatru Muzyki i Tańca w Kutnie oraz Kutnowskim Domem Kultury. Członków CDN z każdym rokiem przybywa coraz więcej. Grupa CDN wspólnie ogląda spektakle i jeździ na festiwale teatralne w całej Polsce, a od niedawna zaczęli w tych festiwalach brać udział, co zaowocowało zdobyciem I miejsca i nagrody pieniężnej na trzynastej edycji Regionalnych Konfrontacji Teatralnych Szkół – Centrum 2013. Spektakle prezentowane były w 3 kategoriach wiekowych: szkoły podstawowe, gimnazja oraz szkoły ponadgimnazjalne. Konfrontacje miały charakter konkursu wojewódzkiego. Spektakl Bo to zła kobieta była (scenariusz i reżyseria: Edyta Zajdlic) grupy CDN otrzymał kwalifikację na XXXI Wojewódzkie Konfrontacje Teatrów Młodzieżowych, co było ogromnym wyróżnieniem dla całej szkoły. Członkowie nie spoczęli na laurach, w tej chwili mają na koncie aż 6 sztuk teatralnych: Tango (2012), Deszczowa Piosenka (2012), Zakochana Złośnica (2013), Bo to zła kobieta była.. (2013), Opowieść Wigilijna XXI Wieku (2014) i Matka Brata Mojego Syna (2014). Kolejne 2 sztuki są w produkcji (stan na luty 2015).

### Przebojem
Czasopismo szkolne „Przebojem” to wyjątkowe osiągnięcie Liceum. Jego historia sięga stycznia 1923 roku, kiedy to ukazał się pierwszy numer tej szkolnej gazety. Redaktorem naczelnym był wówczas Eugeniusz Filipowicz, uczeń szkoły, ochotnik kampanii w 1920 roku, maturzysta z 1924 roku, burmistrz Kutna w latach 1936–1939, poseł na Sejm w okresie 1938–1939, po wojnie zatrudniony w Ministerstwie Zdrowia. Wraz z ówczesnym redaktorem odpowiedzialnym Wawrzyńcem Blochem w artykule redakcyjnym pierwszego numeru Przebojem pisał: „Przebojem będzie obejmowało całe gimnazjum i jakkolwiek zasadniczo będzie przeznaczone dla gimnazjum wyższego, to chcielibyśmy, aby było odzwierciedleniem całokształtu stosunków we wszystkich klasach”.
Ci sami określili także cele pisma: „Będziemy uczyli siebie i swoich kolegów tylko miłości wszystkiego, co dobre, co wielkie i święte. Uczucie nienawiści będzie nam obce”. Znane do dziś szkolne czasopismo miało swoich poprzedników. Były to gazetki „Bomba” i „Sztubak”. Z grona nauczycielskiego pieczę nad pismem w chwili jego powstania sprawował nauczyciel języka polskiego Jan Anders.
„Przebojem” ukazywało się regularnie, co miesiąc, i liczyło 32 strony druku, a uczniowie dostawali je bezpłatnie. Mieściły się w nim artykuły dotyczące życia szkoły, np. były to relacje z różnych wycieczek czy wakacyjnych wyjazdów. Atrakcją były opisy lotów samolotem czy podróży morskich. Sporo miejsca poświęcano zagadnieniom religijnym czy obyczajom oraz gwarze wsi podkutnowskich. Rozrastał się zespół redakcyjny. Zainicjował on powołanie kółka literackiego, które miało rozwijać zainteresowania literackie uczniów, ale również zajęło się dostarczaniem artykułów do czasopisma. W wydawnictwie znalazły się więc również zagadnienia literackie, opisy dotyczące życia innych narodów, odniesienia do zagadnień politycznych krajowych i zagranicznych. Pismo wzbogacone zostało o nową szatę graficzną i przyjęto stały układ treści. Do wybuchu II wojny światowej ukazało się 78 numerów „Przebojem”, które stały się źródłem wiedzy o szkole.
Czasopismo „Przebojem” przestało być miesięcznikiem, ukazuje się tylko okolicznościowo, np. z okazji szkolnych jubileuszy, czy też zjazdów absolwentów szkoły. Na kartach Przebojem można znaleźć wykaz jej absolwentów z poszczególnych roczników, nazwiska dyrektorów i nauczycieli związanych ze szkołą w całej jej historii oraz biogramy absolwentów i wychowanków.

## Muzeum szkolne
Muzeum Szkolne I Liceum Ogólnokształcącego im. Gen. Jana Henryka Dąbrowskiego w Kutnie, zwane też Szkolną Izbą Pamięci.
Powstało ono w 1974 r. z inicjatywy Koła Absolwentów.
W 2001 r. Muzeum Szkolne zajęło I miejsce w ogólnopolskim konkursie organizowanym przez Związek Oficerów Rezerwy.

## Dyrektorzy
- 1907-1914 – Stefan Chrupczałowski
- 1914-1918 – Jan Miączyński
- 1918-1926 – Karol Kostro
- 1926-1928 – Władysław Wolanin
- 1928-1937 – Józef Kozłowski
- 1937-1940 – Bolesław Jakubowski
- 1945-1946 – Jerzy Żaczkiewicz
- 1946-1947 – Irena Preiss
- 1947-1948 – Karol Jochman
- 1948-1954 – Andrzej Rączka
- 1954-1957 – Stanisława Świątek
- 1957-1962 – Bronisław Wachnik
- 1962-1978 – Henryk Kierszka
- 1978-1990 – Tomasz Szyburski
- 1991-2002 – Janusz Michałkiewicz
- 2002-2007 – Zbigniew Wdowiak
- 2007-2022 – Przemysław Zawadzki[2]
- od 2022 – Edyta Gustowska